# Ricardo Winter
Ricardo Winter (2 april 1961 - 21 maart 2015) was een Surinaams voetballer en coach.
Hij was voetballer van het jaar in 1990.
Hij was coach van SV Robinhood in de Surinaamse Eerste Klasse, waarmee hij in het seizoen 2004-2005 kampioen werd.
Hij was bondscoach het Surinaams voetbalelftal in de voorrondes van de Caribbean Cups van 2010 en 2012.
Winter overleed in 2015 na een ziekbed op 53-jarige leeftijd.

## Carrière (coach)
| Club                    | Land     | Jaar            |
| ----------------------- | -------- | --------------- |
| SV Robinhood            | Suriname | 2004-2005       |
| Surinaams voetbalelftal | Suriname | 2009-2010, 2012 |
| SV Excelsior            | Suriname | ? - 2012        |